# Corinthians Jundiaiense Foot-Ball Club
O Corinthians Jundiaiense Foot-Ball Club foi um clube brasileiro de futebol da cidade de Jundiaí.

## História
Tudo começou em uma festa junina da paróquia da Vila Arens, em 1913. Ficou decidido ali, entre os moradores do bairro, que seria formado um clube para a prática de futebol, e que se chamaria ‘Clube Athlético Villa Arens’. Após algum tempo, passou a se chamar ‘Norte América’, após simplesmente ‘América’, até que em 1915, após a vinda do jogador Casemiro de Amaral, justamente do Sport Club Corinthians Paulista, o clube passaria a se chamar – e fazer sucesso – sob a alcunha de Corinthians Jundiahyense Foot-Ball Club.
Em um dos primeiros jogos após a mudança, e no primeiro do novo estádio, projetado para acomodar 10 mil torcedores e que fora cedido pela Cia. Tecelagem Japy, cujo presidente era torcedor roxo do clube, a disputa era contra ninguém menos que o clube que inspirou o nome: o próprio Corinthians ‘original’.
Em pouco mais de 10 anos de existência, o clube teve uma participação expressiva no futebol paulista. Em 1920, por exemplo, foi campeão do Interior – até então era comum essa divisão entre campeonatos para os times da capital e outros apenas para os times do interior. O último registro que se tem do clube é de 1924, em mais uma disputa contra o Corinthians Paulista, e novamente mais uma derrota, desta vez um pouco menos amarga: apenas 2 a 0.
Após o jogo, não se ouviu mais falar do clube. Segundo o pesquisador jundiaiense José Roberto Fornazza, houve movimentos na década de 30 e 60, dos próprios moradores, que até tentaram reativar o clube, mas todos foram em vão… Em uma dessas tentativas de reenguer o Corinthians Jundiaiense, foi iniciada a construção do estádio próprio, mas a empreitada acabou sendo deixada ‘de herança’ para a Associação Primavera de Esportes, que possui até hoje um estádio no local.

## Títulos
- Campeonato Paulista - Série A2 - 1920